# 1710
| [ Edytuj tabelę ]              | |
| Król Polski                    | - 1709 August II Mocny 1733 |
| Król Afganistanu               | - 1709 Mir Wajs Chan 1715 |
| Współksiążęta Andory           | - 1695 Julià Cano i Thebar 1714 - 1643 Ludwik XIV 1715 |
| Elektor Bawarii                | - 1679 Maksymilian II Emanuel 1726 |
| Sułtan Brunei                  | - 1705 Hussin Kamaluddin 1730 |
| Cesarz Chin                    | - 1661 Kangxi 1722 |
| Król Czech                     | - 1705 Józef I Habsburg 1711 |
| Król Danii                     | - 1699 Fryderyk IV 1730 |
| Dalajlama                      | - 1708 Kelzang Gjaco 1757 |
| Cesarz Etiopii                 | - 1708 Teofil 1711 |
| Król Francji                   | - 1643 Ludwik XIV 1715 |
| Król Hiszpanii                 | - 1700 Filip V 1724 |
| Landgraf Hesji-Kassel          | - 1670 Karol I Heski 1730 |
| Stadhouder Holandii            | - 1702 drugi okres bez stadhoudera 1747 |
| Szach Iranu                    | - 1694 Sultan Husajn 1722 |
| Państwo Wielkich Mogołów       | - 1707 Bahadur Szach I 1712 |
| Król Irlandii                  | - 1702 Anna Stuart 1714 |
| Cesarz Japonii                 | - 1709 Nakamikado 1735 |
| Kalif                          | - 1703 Ahmed III 1736 |
| Patriarcha Konstantynopola     | - 1709 Atanazy V 1711 |
| Władca Korei                   | - 1674 Sukjong 1720 |
| Książę Kurlandii i Semigalii   | - 1698 Fryderyk Wilhelm Kettler 1711 |
| Książę Liechtensteinu          | - 1699 Jan Adam I 1712 |
| Sułtan Maroka                  | - 1672 Maulaj Isma’il 1727 |
| Książę Monako                  | - 1701 Antoni I 1731 |
| Król Nawarry                   | - 1643 Ludwik XIV 1710 - 1710 Ludwik XV 1774 |
| Król Norwegii                  | - 1699 Fryderyk IV 1730 |
| Sułtan Omanu                   | - 1692 Sajf I ibn Sultan 1711 |
| Elektor Palatynatu             | - 1690 Jan Wilhelm 1716 |
| Papież                         | - 1700 Klemens XI 1721 |
| Książę Parmy i Piacenzy        | - 1694 Franciszek 1727 |
| Król Portugalii                | - 1706 Jan V 1750 |
| Król w Prusach                 | - 1701 Fryderyk I 1713 |
| Car Rosji                      | - 1682 Piotr I Wielki 1725 |
| Cesarz Rzymski (niemiecki)     | - 1705 Józef I Habsburg 1711 |
| Kapitanowie Regenci San Marino | - 1709 Giovanni Antonio Belluzzi Giovanni Antonio Fattori 1710 - 1710 Giovanni Cionini Melchiorre Martelli 1710 - 1710 Francesco Maccioni Pietro Francini 1711 |
| Elektor Saksonii               | - 1694 Fryderyk August I (król Polski) 1733 |
| Król Szwecji                   | - 1697 Karol XII 1718 |
| Król Tajlandii                 | - 1709 Tai Sa 1733 |
| Sułtan Turków                  | - 1703 Ahmed III 1730 |
| Doża Wenecji                   | - 1709 Giovanni Cornaro 1722 |
| Król Węgier                    | - 1705 Józef I 1711 |
| Monarcha Wielkiej Brytanii     | - 1707 Anna Stuart 1714 |

Rok 1710 / MDCCX
stulecia: XVII wiek ~
XVIII wiek ~
XIX wiek

lata: 1700 «
1705 «
1706 «
1707 «
1708 «
1709 «
1710
» 1711
» 1712
» 1713
» 1714
» 1715
» 1720

## Wydarzenia w Polsce
- Kwiecień – Walna Rada Warszawska, na której August II został ponownie wybrany na króla.
- 6 maja – założono Wyższe Seminarium Duchowne w Płocku.

- Sejm ratyfikuje traktat Grzymułtowskiego z Carstwem Moskiewskim.

## Wydarzenia na świecie
- 28 lutego – III wojna północna: Duńczycy ponieśli klęskę w bitwie pod Helsingborgiem, ostatniej próbie odebrania Szwedom prowincji Skania.
- Marzec-czerwiec – konferencja w holenderskim Geertruidenberg.
- 10 marca – III wojna północna: zwycięstwo wojsk szwedzkich nad duńskimi w bitwie pod Helsingborgiem.
- 10 kwietnia – w Wielkiej Brytanii uchwalono pierwszą na świecie ustawę o prawie autorskim.
- 22 kwietnia – wojna o sukcesję hiszpańską: armia austriacko-angielska rozpoczęła oblężenie Douai, bronionego przez garnizon francuski.
- 13 maja – w Berlinie założono klinikę Charité, obecnie największą w Europie.
- 25 czerwca – wojna o sukcesję hiszpańską: wojska austriacko-angielskie zdobyły francuską twierdzę Douai.
- 25 lipca – Ludwik XIV odrzucił holenderskie warunki pokojowe.
- 27 lipca – wojna o sukcesję hiszpańską: bitwa pod Almenarą.
- Lipiec – Lérida i Saragossa wzięte przez Brytyjczyków i Austriaków.
- 20 sierpnia – wojna o sukcesję hiszpańską: wojska sprzymierzone pokonały Hiszpanów w bitwie pod Saragossą.
- 28 września – Filip V Burbon wypędzony z Madrytu.
- Październik – Karol Habsburg i okupanci brytyjsko-austriaccy wyrzuceni przez powstańców z Madrytu.
- 7 października – III wojna północna: zwycięstwo Szwedów nad Duńczykami w bitwie morskiej w Zatoce Køge.
- 14 października
  - nowy podatek we Francji La dixième.
  - Abraham Mazel, dowódca powstania kamizardów, aresztowany.
- 16 października – Brytyjczycy zdobyli stolicę Akadii Port-Royal.
- 8–9 grudnia – wojna o sukcesję hiszpańską: bitwa pod Brihuegą.
- 10 grudnia – wojna o sukcesję hiszpańską: bitwa pod Villaviciozą.

- Zburzenie i zaoranie „heretyckiego” opactwa Port-Royal-des Champs.
- Wielka Brytania: Torysi przejmuj władzę (Robert Harley). Wig John Churchill, 1. książę Marlborough uciekł za granicę.
- Parasole stały się popularne w Londynie.
- Początek produkcji porcelany w Miśni w pobliżu Drezna (rzeźbiarz Kandler tworzył z niej figurki).
- Austriacy postawili kordon sanitarny na granicy z Turcja, przeciw zarazie nadchodzącej z Turcji.
- Nowy alfabet w Rosji – grażdanka.
- Piotr Wielki żeni ks. Kurlandii Fryderyka Wilhelma ze swą bratowa Anną (dzięki temu po 1711 Rosja rządziła Kurlandią, a kurlandzcy Niemcy przybywali tłumnie na rosyjski dwór).
- Ryga zdobyta przez Rosjan.
- Pernambuco w Brazylii otrzymało prawa miejskie.
- Największym miastem na świecie stał się Pekin (900 tys. – 1750; 1,1 mln – 1800); dystansując Stambuł (w 1690 liczący 750–800 tys., ale w 1817 już tylko 500 tys.).

## Urodzili się
- 4 stycznia – Giovanni Battista Pergolesi, włoski kompozytor, skrzypek i organista (zm. 1736)
- 15 lutego – Ludwik XV Burbon, król Francji i Nawarry (zm. 1774)
- 2 marca – Dionizy Stanetti, rzeźbiarz i architekt epoki baroku, czynny w Monarchii Habsburgów (zm. 1767)
- 12 marca – Thomas Augustine Arne, kompozytor angielski, autor sonat, kantat i oper (zm. 1778)
- 18 kwietnia – Friedrich Bogislav von Tauentzien, generał armii pruskiej, dowódca obrony Wrocławia podczas wojny 7-letniej, dowódca garnizonu wrocławskiego (zm. 1791)
- 26 kwietnia – Thomas Reid, szkocki filozof (zm. 1796)
- 14 maja – Adolf Fryderyk, król Szwecji (zm. 1771)
- 16 maja – William Talbot, 1. hrabia Talbot, brytyjski arystokrata i polityk (zm. 1782)
- 4 lipca – Thomas Hay, 9. hrabia Kinnoull, szkocki par i brytyjski polityk (zm. 1787)
- 23 sierpnia – Adam Abramowicz, polski jezuita (zm. 1766)
- 27 sierpnia – Giuseppe Vasi, włoski rytownik i architekt (zm. 1782)
- 20 września – John Russell, 4. książę Bedford, brytyjski arystokrata, dyplomata i polityk (zm. 1771)
- 29 września – Pompiliusz Maria Pirrotti, włoski pijar (zm. 1766)
- 8 listopada – Sarah Fielding, brytyjska pisarka i młodsza siostra pisarza Henry’ego Fieldinga (zm. 1768)
- 10 listopada – Adam Gottlob Moltke, polityk duński, dworzanin, dyplomata i faworyt króla Danii Fryderyka V (zm. 1792)
- 22 listopada – Wilhelm Friedemann Bach, kompozytor niemiecki (zm. 1784)

## Zmarli
- 30 stycznia – Sebastian Valfrè, włoski filipin, błogosławiony katolicki (ur. 1629)
- 13 maja – Semen Palej pułkownik kozacki, ataman prawobrzeżnej Ukrainy (ur. ok. 1640)
- 19 września – Ole Rømer, duński astronom, jako pierwszy oszacował prędkość rozchodzenia się światła (ur. 1644)
- 22 listopada – Bernardo Pasquini kompozytor i organista włoski (ur. 1637)

## Święta ruchome
- Tłusty czwartek: 27 lutego
- Ostatki: 4 marca
- Popielec: 5 marca
- Niedziela Palmowa: 13 kwietnia
- Wielki Czwartek: 17 kwietnia
- Wielki Piątek: 18 kwietnia
- Wielka Sobota: 19 kwietnia
- Wielkanoc: 20 kwietnia
- Poniedziałek Wielkanocny: 21 kwietnia
- Wniebowstąpienie Pańskie: 29 maja
- Zesłanie Ducha Świętego: 8 czerwca
- Boże Ciało: 19 czerwca